# Rob Reekers
Rob Reekers (Enschede, 7 mei 1966) is een voormalig Nederlands voetballer.

## Spelerscarrière
Reekers is een zoon van Heracles-speler Dick Reekers (1940-2017). Hij begon met voetballen bij KVV Losser en verkaste in 1982 op 16-jarige leeftijd naar FC Twente. Bij FC Twente kwam hij in drie seizoenen niet verder dan het tweede elftal. Hierop besloot hij zich te laten overschrijven naar ASC Schöppingen, dat uitkwam in de Oberliga Westfalen in Duitsland.
Na een succesvol seizoen, waarin hij kampioen werd met ASC Schöppingen, werd hij fullprof bij VfL Bochum, hier groeide hij uit tot een vaste waarde in het elftal. In de jaren 1988 en 1989 werd hij, vanwege zijn sterke spel, een aantal maal opgeroepen voor het Nederlands voetbalelftal. Hij speelde er vier interlands, maar werd niet opgenomen in de selectie voor het WK van 1990 in Italië.
In 1994 kreeg Reekers te kampen met rugklachten en werd hij aan de kant gezet door VfL Bochum. Hierna stapte hij over naar FC Gütersloh, dat hij in zijn eerste seizoen liet promoveren van de Regionalliga naar de 2e Bundesliga. Na de degradatie in het seizoen 1998-1999, ging het bergafwaarts met de club, die in 2000 faillissement moest aanvragen. Reekers had ondertussen zijn trainersdiploma behaald en was, naast voetballer, assistent-trainer geworden van de ploeg.

## Trainerscarrière
Na het faillissement van FC Gütersloh beëindigde Reekers zijn actieve carrière en ging hij als fulltime assistenttrainer aan de slag bij 2e Bundesliga-club Rot-Weiss Oberhausen. Na drie seizoenen stapte hij daar op om hoofdtrainer te worden van het heropgerichte FC Gütersloh, dat uitkwam in de Oberliga Westfalen. Na twee seizoenen, waarin het de club niet lukte te promoveren, werd het contract van Reekers niet verlengd.
In december 2005 keerde Reekers terug naar FC Twente, waar hij trainer van de A2 werd. Een jaar later startte hij de Twentsche Voetbalschool, waarin hij, samen met Frank Eulderink, cursussen voetbaltechniek gaf aan kinderen van 7 tot en met 12 jaar, in de stijl van Wiel Coerver.
In 2015 werd Reekers na tegenvallende resultaten samen met hoofdtrainer Luhukay ontslagen bij Hertha BSC.

## Erelijst
VfL Bochum
- 2. Bundesliga

1994

## Trivia
Reekers is een van de acht voetballers die nooit in de Eredivisie uitkwamen, maar wél in het Nederlands elftal speelden. De anderen zijn Nathan Aké, Jordi Cruijff, Jimmy Hasselbaink, Willi Lippens, Timothy Fosu-Mensah, Wim Hofkens en Mark Flekken.